# Bajały Isakejew
Bajały Dyjkanbajewicz Isakejew (kirg. Баялы Дыйканбаевич Исакеев; ros. Баялы Дикамбаевич Исакеев, ur. 1897 w Ükök w obwodzie siemirieczeńskim, zm. w listopadzie 1938 k. wsi Tasz-Döbö w Kirgiskiej SRR) – radziecki działacz państwowy i partyjny.

## Życiorys
Początkowo pracował na poczcie, 1919–1921 był sekretarzem komitetu wykonawczego rady gminnej, od 1920 należał do RKP(b), 1921-1922 był sekretarzem i sędzią ludowym w Narynie. W 1922 był członkiem Prezydium Komitetu Powiatowego Związku „Koszczi” w Narynie, 1922–1923 i ponownie 1924-1925 kierownikiem Wydziału Agitacyjno-Propagandowego Komitetu Powiatowego Komunistycznej Partii (bolszewików) Turkiestanu w Narynie, 1923–1924 kierownikiem Wydziału Agitacyjno-Propagandowego Dżetysujskiego Komitetu Obwodowego KP(b)T, a 1925-1926 kierownikiem Wydziału Agitacyjno-Propagandowego Karakoł-Naryńskiego Komitetu RKP(b) (kara-Kirgiski Obwód Autonomiczny). Następnie pracował w Kirgiskiej Obwodowej Komisji Kontrolnej WKP(b), do listopada 1927 był redaktorem odpowiedzialnym gazety „Erkin Too” („Wolne Góry”), od lutego 1928 do stycznia 1929 kierownikiem Wydziału Agitacyjno-Propagandowego Kirgiskiego Komitetu Obwodowego WKP(b), a 1929-1930 ludowym komisarzem rolnictwa Kirgiskiej ASRR. Od 10 czerwca 1930 do września 1933 był II sekretarzem Kirgiskiego Komitetu Obwodowego WKP(b), od 27 września 1933 do 24 marca 1937 przewodniczącym Rady Komisarzy Ludowych Kirgiskiej ASRR, a od 24 marca do 8 września 1937 przewodniczącym Rady Komisarzy Ludowych Kirgiskiej SRR, jednocześnie od maja do września 1937 przewodniczącym Komitetu Nauki przy Radzie Komisarzy Ludowych Kirgiskiej SRR.
10 września 1937 został aresztowany na fali wielkiej czystki, następnie skazany na śmierć i rozstrzelany.